# Беркенбрюк
Беркенбрюк (нем. Berkenbrück) — община в Германии, в земле Бранденбург.
Входит в состав района Одер-Шпре. Подчиняется управлению Одерфорланд. Население составляет 1003 человека (на 31 декабря 2010 года). Занимает площадь 17,71 км².
| Год  | Население |
| ---- | --------- |
| 2005 | 1003      |
| 2010 | 1023      |